# Journal of the American Planning Association
Journal of the American Planning Association (ISSN 0194-4363), JAPA, är en akademisk tidskrift inom samhällsplanering och kulturgeografi utgiven av American Planning Association. Grundades 1935 under namnet Planners' Journal, från 1943 Journal of the American Institute of Planners (ISSN 0002-8991).
Svenska bidragsgivare har inkluderat borgarrådet fil dr Yngve Larsson.